# Bloodstar
Bloodstar est un comics de science-fiction de Richard Corben et John Jakes (aide à l'adaptation) adaptée de la nouvelle de Robert E. Howard « La Vallée du ver » (« Valley of the Worm »). Publiée directement en album en 1976 par The Morning Star Press, c'est l'un des premiers ouvrages américains à utiliser comme argument de vente l'expression « graphic novel ».

## Publications

### Anglais
- Bloodstar, Leawood : The Morning Star Press, 1976. The Morning Star Press a fait faillite peu après cette publication.
- Bloodstar, New York : Ariel Books, 1979.  (ISBN 0671252097). Texte réécrit par John Pocsik et lettrage de James Warhola.

### Français
- Bloodstar, dans Métal hurlant n°47-49 et 59-63, Paris : Les Humanoïdes associés, 1980-1981.
- Bloodstar (trad. Françoise Gassin), Paris : Les Humanoïdes associés, coll. « Métal hurlant » n°16, 1981  (ISBN 2731600896)[1].
- Bloodstar (trad. Doug Headline), Paris : Delirium, 2022.  (ISBN 9782493428103)[2].